# شباك التذاكر

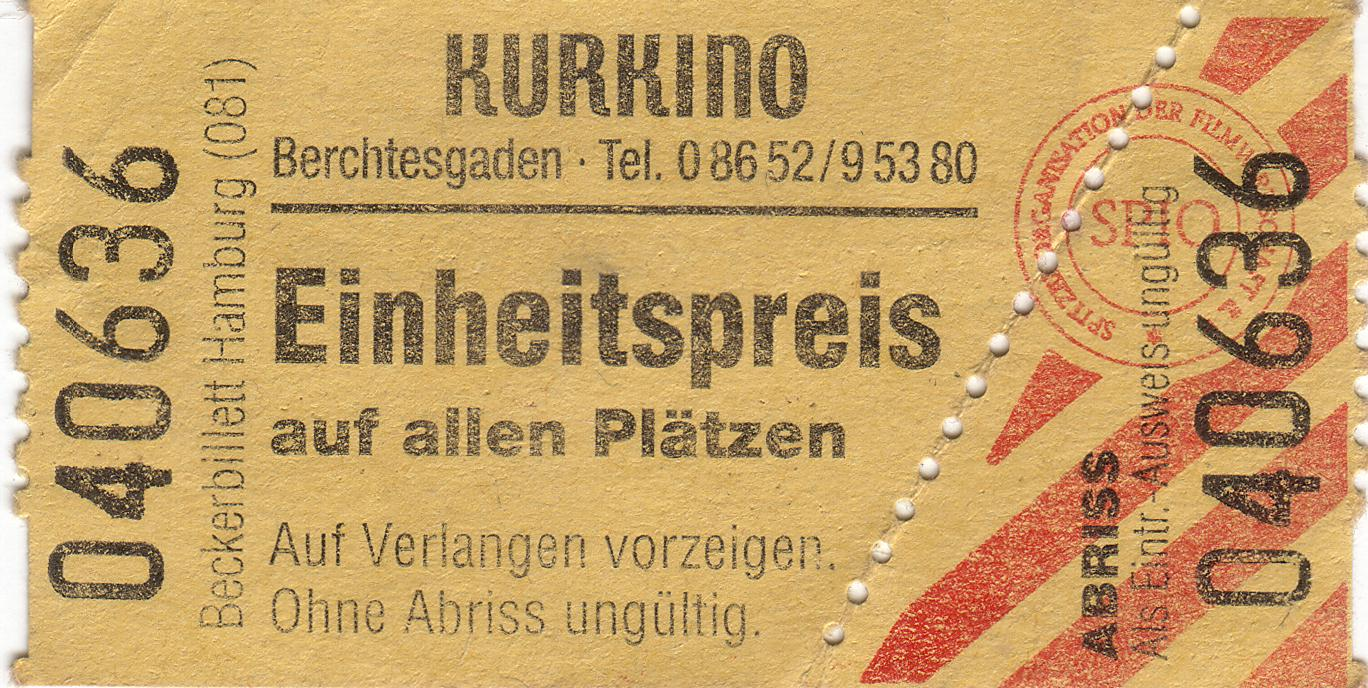
صورة تذكرة

شباك التذاكر (بالإنجليزية: box office أو ticket office) هو المكان الذي تُباع فيه التذاكر للعوام من أجل حضور فعالية ما، حيث يمكن لرواد هذه الفعاليات شراء التذاكر من طاولة بيع أو عبر كوة في جدار أو نافذة أو كشك صغير. ودرج استخدام هذا المصطلح، لا سيما ضمن سياق قطاع الأفلام، مرادفًا يدل على حجم مبيعات مشروع أو منتج معين، مثل الفيلم السينمائي أو العرض المسرحي.

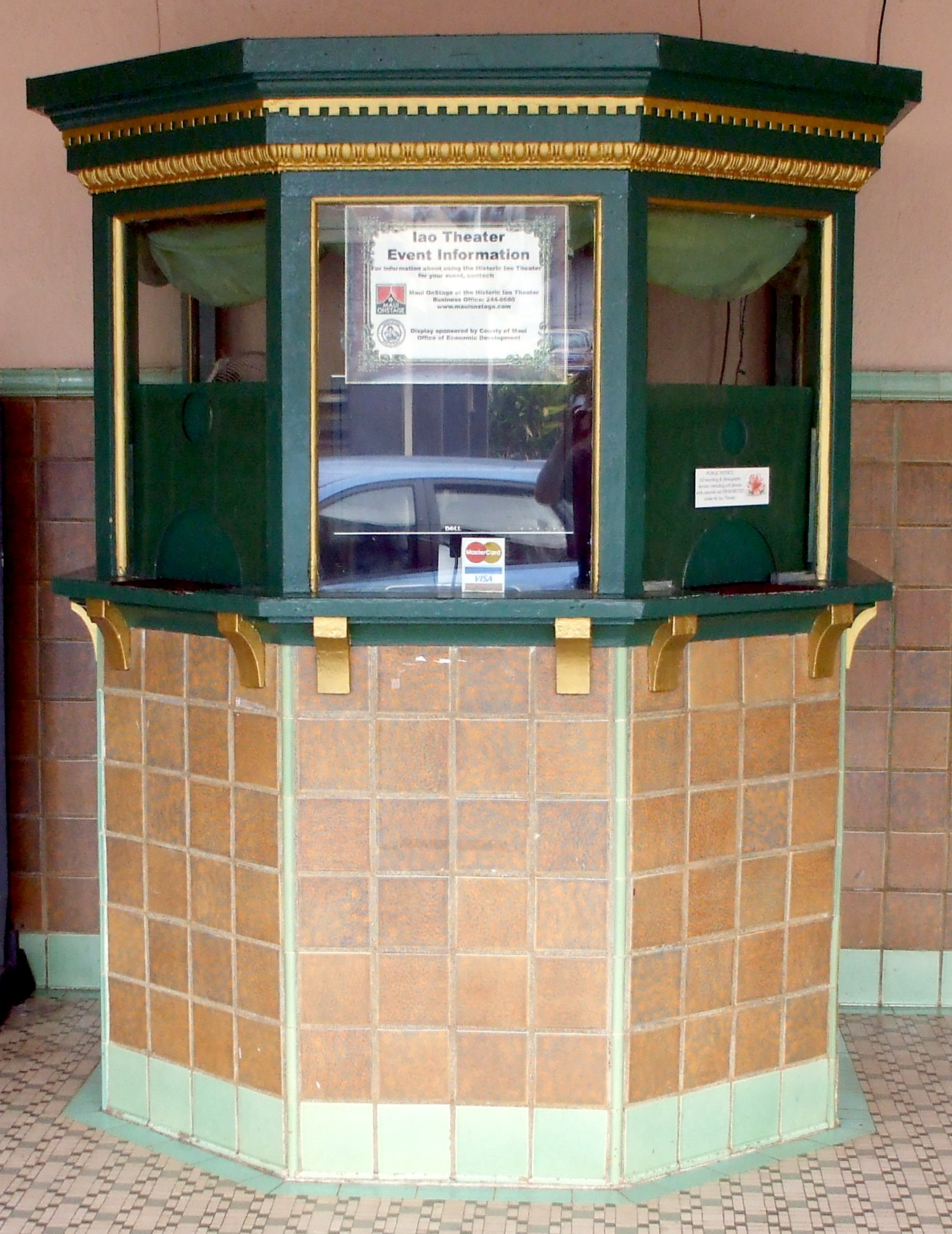
شباك التذاكر في مسرح لوي في ماوي في هاواي

ويمكن قياس حجم تجارة شباك التذاكر بالاستناد إلى عدد التذاكر المباعة أو المبلغ المالي المجني من مبيعات التذاكر (الإيرادات). ولتخطيط هذه الأرباح وتحليلها أهمية كبيرة بالنسبة للقطاعات الإبداعية، وكثيرًا ما يشكل محطًا لاهتمام المعجبين، وهذا أمر بارز في صناعة الأفلام الهوليوودية.

## أصل التسمية
اعتُمد هذا المصطلح منذ عام 1786، ويُفترض أنه يرجع إلى مبيعات المقصورات (بالإنجليزية: boxes، وهي أماكن الجلوس الخاصة في المسرح أو دار السينما). أما مفهوم «المبيعات الإجمالية» (بالإنجليزية: total sales)، فقد اعتُمد منذ عام 1904.
وثمة تأثيل شعبي للمصطلح اشتُق من المسرح الإليزابيثي (أي أواخر القرن السادس عشر)، إذ كانت رسوم الدخول تُجمع في صندوق مثبت على عصا طويلة يُمرر بين الجمهور،. يمكن مقارنته بـ«القارورة» في عرض مسرح الدمى بانش أند جودي، حيث كان المال يُجمع في قارورة. غير أن إقرار هذا المصطلح للمرة الأولى يعود إلى 200 عام بعد هذا التاريخ، مما يجعل هذا الربط بعيد الاحتمال.

## قطاع الأفلام

### تقارير شباك التذاكر
ثمة العديد من المواقع الإلكترونية المختصة بمراقبة مبيعات شباك التذاكر، مثل مواقع (بالإنجليزية: BoxOffice, Box Office India, A Box Office, Box Office Mojo, Koimoi, ShowBIZ Data, The Numbers). توفر هذه المواقع معلومات حول مبيعات شباك التذاكر لمئات الأفلام. وكثيرًا ما تكون البيانات المتعلقة بالأفلام القديمة ناقصة بسبب الطريقة التي سلكها تطور تقارير شباك التذاكر، لا سيما في الولايات المتحدة، وصعوبة توفر المعلومات قبل دخول الإنترنت.
بدأت مجلة فارايتي بتقديم تقارير عن مبيعات شباك التذاكر في 3 مارس 1922 بهدف منح العارضين في أنحاء البلاد معلومات عن أداء الأفلام في برودواي، حيث كانت تقام العروض الأولى للأفلام في معظم الأحيان. وبالإضافة إلى مدينة نيويورك، سعت المجلة بعد ذلك أيضًا إلى شمل جميع المدن الرئيسية في الولايات المتحدة، ونشرت مبدئيًا تقارير عن المبيعات في 10 مدن أخرى كان من بينها شيكاغو ولوس أنجلوس.
وفي عام 1929، صدر العدد الأول من دليل ذا موشن بيكتشر ألماناك وضم قائمة بأعلى 104 أفلام من حيث الإيرادات الإجمالية في العام السابق. وفي عام 1932، نشرت مجلة فارايتي عناوين أعلى الأفلام من حيث الإيرادات الإجمالية لدى الاستديوهات خلال العام وحافظت على هذا التقليد السنوي منذ ذلك الوقت. وفي عام 1937، بدأت مجلة بوكس أوفيس بنشر تقارير شباك التذاكر. بدءًا من ثلاثينيات القرن العشرين، عملت مجلة بوكس أوفيس على نشر عدد خاص أطلِق عليه اسم باروميتر في شهر يناير، أورد تقارير عن أداء الأفلام خلال العام على شكل نسب مئوية.
وفي عام 1946، بدأت مجلة فارايتي بنشر تقرير أسبوعي حول مبيعات شباك التذاكر على المستوى الوطني ضمن ثلاث صفحات تتحدث عن أداء الأعمال الأكثر رواجًا خلال الأسبوع إضافة إلى التقلبات الذي شهدها الأسبوع بناءً على نتائج شبابيك التذاكر في 25 مدينة أمريكية رئيسية.
وفي وقت لاحق من عام 1946، نشرت مجلة فارايتي قائمةً بأعلى الأفلام من حيث الإيرادات الإجمالية في التاريخ إلى جانب قائمة بالأفلام التي حققت أو بشرت بتحقيق عائدات تبلغ 4 ملايين دولار أمريكي أو أكثر من الاستئجار المنزلي (في الولايات المتحدة وكندا). وتحولت هذه التقارير إلى مصدر رئيسي للبيانات المتعلقة بأداء الأفلام. وواظبت مجلة فارايتي على نشر نسخة محدثة من قائمة أفضل الأفلام في التاريخ سنويًا طوال 50 عامًا، ضمن نسخة الذكرى السنوية في شهر يناير عادةً. وكانت هذه النسخة تضم في العادة أيضًا قائمة بأفضل الأفلام أداءً خلال العام.